# 궁촌항
궁촌항(宮村港)은 강원특별자치도 삼척시 근덕면 궁촌리에 있는 어항이다. 1991년 1월 1일 국가어항으로 지정되었다. 관리청은 삼척시장이다.

## 어항 연혁
- 고려 공양왕이 왕위를 물려주고 원주, 간성을 거쳐 이곳으로 궁궐을 옮겼다하여 '궁촌'이라 부른다. 1914년 행정구역 개편때 가래(추천), 대길곡, 선왕, 대흥, 양지, 구마, 갈전의 7개 자연부락을 합하여 궁촌리라 하였다.
- 저질은 모래로써 소형선박이 정착하기에 적합하며 인근해역에 풍부한 어장이 분포되어 있는 궁촌항은 관광 및 해양스포츠 장소로 복합기능을 담당하도록 개발을 시작해서 2000년 기본계획을 수립했다.[1]

## 어항 구역
본 항의 어항구역은 다음과 같다.
- 수역: 기존방파제 우측 돌단부에서 E방향으로 250m 이동한 점, 이점에서 S방향으로 700m 이동한 점, 이점에서 W방향으로 육지부를 연결하는 선을 따라 형성된  공유수면[2]
- 육역: 강원특별자치도 삼척시 근덕면 궁촌리 214-1 1필지[3]

## 개발 계획
2006년 1월 27일 변경고시된 개발계획은 다음과 같다.
- 동방파제3702m, 남방파제 165m, 물양장 100m, 호안 210m 선양장 30, 준설 1.5천m3, 부대공 1식

## 주요 어종
궁촌항에서는 오징어를 비롯하여 가자미, 넙치, 우럭, 도루묵, 임연수어, 대구, 방어 등 다양한 자연산 어종이 어획된다.

## 여행 정보
- 인근 해수욕장인 궁촌해수욕장은 천혜의 자연경관을 자랑하는데 교통편의를 위해 해수욕장 내의 백사장까지 차량이 들어갈 수도 있다. 지하 금강산이라 불리는 동양최대의 환선굴, 준경묘와 영경묘 등의 역사적인 관광지도 주변에 있다.